# Michaela Songa
Michaela Songa (24 de mayo de 1986) es una actriz y escritora nacida en Liberia. Inició su carrera como actriz en el año 2009 en la película Desperate Girls. Ese mismo año apareció en otras producciones cinematográficas como Split Decision, The Heat, Beneath The Thoughts y Blood Brothers. En 2012 escribió y produjo Cheaters Club.
Obtuvo una nominación en la categoría de mejor editor y escritor en los Eagle Awards en Filadelfia en 2009.

## Filmografía

### Cine
- Desperate girls (2009)
- Split Decision (2009)
- The Heat (2009)
- Beneath The Thoughts (2009)
- Blood Brothers (2009)
- Cheaters Club (2012) (escritora y productora)